# Medasina lignyodes
Medasina lignyodes är en fjärilsart som beskrevs av Eugen Wehrli 1941. Medasina lignyodes ingår i släktet Medasina och familjen mätare. Inga underarter finns listade i Catalogue of Life.